# Jona, Sankt Gallen
Jona är en ort i kommunen Rapperswil-Jona i kantonen Sankt Gallen i Schweiz. Den är kommunens huvudort och ligger vid floden Jona, cirka 46 kilometer sydväst om Sankt Gallen. Orten har 18 073 invånare (2021).
Orten var före den 1 januari 2007 en egen kommun, men slogs då samman med kommunen Rapperswil till den nya kommunen Rapperswil-Jona.
Namnet är känt sedan år 834 e.Kr. Det anses komma från keltiska språks Jauna (den kalla) – Jonafloden omges fortfarande av mycket skog, eller från det indoeuropeiska ordet yamam, som betyder vattendrag. Senare forskning menar att det indoeuropeiska ordet jeu betyder röra sig, följt av fornhögtyskans namn Jouna.